# فهد بن علي بن ثامر السعدون
فهد باشا العلي السعدون شيخ عشيرة عراقي، ومن فرسان المنتفق ورجالها المقدمين، ترأس الإمارة مرتين، الأولى سنوات (1863-1866) والثانية في (1877-1879)، وَعيّنته الدولة العثمانية متصرفاً للواء الحلة، ثم متصرف لواء المنتفق، له من الأولاد أربعة عشر ولداً يطلق عليهم لقب البيكات، منهم عبد المحسن السعدون رئيس وزراء العراق في العهد الملكي، توفى سنة 1896 ودفن في مرقد التابعي سعيد بن جبير قرب مدينة الحي في محافظة واسط.

## تمرد منصور السعدون وعزله
في سنة 1863م/1280هـ أعرب الوزير نامق باشا عن رأيه بفصل بعض الأماكن عن المنتفق لتقليل سلطتها وحصر دائرة نفوذها في نطاق ضيق، فرد عليه منصور باشا السعدون -وكان حينها من أعضاء المجلس الأعلى لإدارة ولاية بغداد بعد عزله من مشيخة المنتفق- بإنه إذا ماتم إلغاء مشيخة المنتفق وتعيينه متصرفًا عليها فإنه سيجعلها كلها تابعة للدولة مثلها مثل سائر البلاد العثمانية، فأقنع الوالي أمير المنتفق السابق منصور السعدون بإلغاء المشيخة وإبدالها بالوظيفة الحكومية وتعيينه قائمقام على المنتفق دون مسمى «الشيخ» وتحديد مرتب شهري قدره 30 ألف كيس، كما جرى منحه رتبة «مدير الإسطبل العامر» وهي رتبة عسكرية. فبدأ نامق باشا بتجريد المنتفق من أراضٍ جديدة، ففصل الأراضي الواقعة على شط العرب أدنى القرنة والأراضي التي تقع على الضفة اليمنى لنهر دجلة أعلى القرنة. وتجريد شيخ المنتفق من سلطات العفو والإعدام وقطع الأعضاء والعقوبات البدنية، وحرمانه من اقتضاء الديات، وتطبيق الضرائب على المنتفق كما هو مطبق على غيرها. ولم تكن في نية الشيخ منصور باشا تنفيذ طلبات الوالي في الإطاحة بحكم المنتفق الذاتي، لذا فما أن وصل إلى دياره حتى ألغى القرار الذي حد من سلطته الإدارية وحرض القبيلة على تلك الإجراءات. فرفضت قبيلته إجراءات الوالي، وتزعم ذلك الاتجاه الشيخ ناصر الأشقر شقيق منصور الذي قاد التمرد والعصيان، فكتب الشيخ منصور إلى نامق باشا معلنًا ولاءه الشخصي، واشتكى بأن الزعماء التابعين له معترضون نوع الحكم الجديد وأن أخاه ناصر يؤلب عليه القبائل، وطلب منه أن يعينه ضد أخيه ناصر. فأحس نامق باشا أن منصور يتلاعب به فعزله، وأعد حملة لإعادة قبضة الحكومة على ديرة المنتفق.
عندما بدأ نامق باشا يعد العدة لحملته وردت إليه برقية من القيادة العامة في الأستانة تطلب منه التريث قبل الدخول في المعركة، إلا أنه أصر على عزل منصور وتعيين «فهد بن علي بن ثامر السعدون» الذي كان موجودًا في بغداد أثناء تلك الأحداث، والذي تعهد للوالي بتنفيذ ما اتفق عليه مع الشيخ «بندر بن ناصر الثامر» مع اشتراطه للوالي أن يصدر عفوًا عامًا عن جميع من اعتبرتهم الدولة خارجين عن القانون، قاصدًا بذلك منصور وأخيه ناصر، وقد أخذ خطابات الأمان بيده بعد أن قبل رئاسة المنتفق لمدة ثلاث سنوات بموجب شرطنامة كتبت بالعربية، وكان ذلك في 12 أكتوبر 1863م.
إلا أن هذا الأمر لم يقبل به الشيخ منصور وأخوه ناصر، فاستعد الجميع للمعركة. فوقع المحظور بين أبناء المنتفق في «معركة الطينه»، وانهزم الأخوين أمام قوة الأمير الجديد المدعوم من بغداد. ثم أفرزت قوة خاصة بقيادة حافظ باشا لمطاردة الأخوين، فجرى أسر الشيخ ناصر، في حين اتخذ منصور من الصحراء ملاذا له، وكان الشيخ فهد العلي يتفقده ويخبره بحركات الجيش ضده، ولمحبته للشيخ منصور كان يود منه أن يسلم نفسه للسلطات للمحافظة على حياته، وفعلا سلم نفسه بضمانة سليمان فائق قائمقام البصرة، وقد قبل الوالي نامق باشا دخالته وعفا عنه.

## المشيخة الأولى
استلم فهد بك بن علي الثامر زمام المشيخة سنة 1280هـ/1863م، فشرع في توطيد مد الأسلاك البرقية في أرجاء المنتفق قريبًا من الفرات لتعهده للحكومة العثمانية بمدها. فرفعت الحكومة مرتبته إلى لقب باشا لما أبرزه من خدمات لدى الدولة، فكانت أول مفاوضة جرت بمد هذا الخط البرقي بين بغداد والبصرة في غرة رمضان 1281هـ/يناير 1865م. إلا أن موقفه كان غامضا مع الحكومة، وأبى الحضور إلى بغداد لبحث تنمية الحكومة صداقتها مع المشيخة، بل أنه رفض المنصب ما لم يكن بضمان أن يترك الأتراك ولثلاث سنوات عن كل اعتداء على الامتيازات وولاية القضاء المقررة لشيخ المنتفق، ومع أنه كان بالغ القوة في إقليمه إلا أنه اعترف بعجزه عن حماية السفن في نهر الفرات. وقد وطد الأمير الجديد نفوذه على ديار المنتفق من خلال كياسته واستقامته، وجرت في عهده أول مفاوضة بمد سلك البرق بين بغداد والبصرة مرورًا بديار المنتفق في يناير 1865م، وكان هذا مبعث رضا للدولة التي منحت لقب «بك» لكلا الشيخين المتنافسين (فهد العلى وناصر الأشقر). وفي تلك الفترة رفض الشيخ فهد معاونة العثمانيين في حملتهم ضد شيخ الخزاعل، لأنه يدرك أن قوتهم له وضعفهم سيؤثر عليه، خصوصًا أنه رفض مقابلة القائد العثماني حافظ باشا، وتعمد أن يوظف جميع قوة المنتفق ونفوذها بما بمنع من أي وجود عثماني في منطقتها.
ومن الطرائف التي جرت في فترة حكمه سنة 1865م أن قدم مجموعة من علماء الآثار الإنجليز وأقاموا معسكرًا لهم عند زقورة أور القريبة من الناصرية الحالية ومعهم معداتهم ونواظيرهم وكل مايحتاجه المعسكر من الأدوات بحجة البحث عن الآثار القديمة مثلما أخبر المترجم السوري سائليه من أهل المنتفق عن سبب وجودهم. وعندما علم الشيخ فهد باشا بوجودهم أمرهم بالرحيل فورًا، ومع أنهم أبرزوا له الإذن من سلطات الولاية في بغداد بالتنقيب، إلا أنه عاد في اليوم التالي مكررًا أمره بالرحيل وأمهلهم حتى صباح اليوم التالي للملمة أغراضهم والرحيل عن ديار المنتفق، وهو ما تم في اليوم التالي.
واستمر فهد باشا في الحكم إلى سنة 1283هـ/1867م حيث تغلب عليها ناصر باشا السعدون وذلك بعد انتهاء مدة الضمان، حيث جمع ناصر جموعًا من الأعراب ومشى بهم نحو فهد باشا فانتزع منه المشيخة انتزاعًا. إلا أن والي بغداد الجديد مدحت باشا أراد في سنة 1869م أن ينقل أرض المنتفق من مشيخة إلى متصرفية المنتفق، فاتفق مع ناصر الأشقر على استلام ذلك المنصب وألزم كلا من منصور باشا وفهد باشا على زيارة ناصر في بغداد لتهنئته بالمنصب الجديد. فقام منصور بزيارة شقيقه صباح يوم 29 ربيع الأول 1286هـ/آب/أغسطس 1869م، ثم زاره فهد باشا عصر اليوم نفسه. فأكرم الوالي فهد باشا بأن عينه في جمادى الآخرة 1286هـ/أيلول/سبتمبر 1869م متصرفًا للواء الحلة، وكذلك عين منصور باشا عضوًا في مجلس إدارة ولاية بغداد في شعبان 1286هـ/تشرين الثاني/نوفمبر 1869م.
وفي نهاية سنة 1869م اندلعت ثورة الدغارة أو ذبحة المتصرف، التي قتل فيها ابن أخت الوالي توفيق بك متصرف الحلة. فأوعز مدحت باشا إلى ناصر السعدون متصرف المنتفق بمساعدته في اجهاض هذا التمرد، فجهز 4000 خيال بقيادة فهد باشا العلي. إلا أن تلك القوة لم تشترك في أي معركة ولكن أثبتت أهمية المنتفق لدى الوالي، مما دعاه أن يشكر الأشقر على همته، ويعين الشيخ فهد باشا متصرفًا للديوانية سنة 1870م بعد فصلها عن لواء الحلة. وفي سنة 1288هـ/1871م التمس فهد باشا من السلطات المعتية فصل قضاء واسط (الحي حاليا) عن لواء المنتفق والحاقه بلواء الكوت، والسبب في ذلك أن القضاء يحوي مقاطعات عديدة فوضت بالطابو إلى فهد باشا منافس ناصر باشا، فاستجابت السلطات لطلبه. ومع ذلك ففصل القضاء إداريا عن لواء المنتفق لم يخرجه عشائريا من أرض القبيلة، والدليل على ذلك أن مضارب فهد باشا في سنة 1873م كانت بجوار الكوت شرق دجلة، وذلك تقيدًا منه بقرار والي بغداد ببقائه خارج أرض المنتفق، انسجامًا مع العرف السائد في إمارة المنتفق.

## متصرف لواء المنتفق
عندما بدأت الحكومة العثمانية بتشكيل الألوية والأقضية سنة 1290هـ/1873م جعلت الناصرية لواء أو متصرفية وفوضت متصرفيتها بيد ناصر السعدون وجعلت حكام الأقضية من آل السعدون مثل منصور باشا وفهد باشا العلي. ثم عينت ناصر باشا واليا على البصرة وفهد باشا متصرفًا للواء الحلة. وفي يوم 26 سبتمبر 1877م أصدرت الدولة فرمان بعزل ناصر الأشقر من منصب ولاية البصرة، وعزل ابنه فالح باشا من منصب متصرفية المنتفق وأسندت منصب المتصرفية إلى فهد باشا العلي واستدعت ناصر إلى الأستانة، وقيل أن عزل فالح من المتصرفية وإناطتها بالشيخ فهد باشا كان في فبراير 1878م، فقام فهد باشا العلي بصفته متصرف المنتفق بتنفيذ اجراءات فسخ تفويض الأراضي الأميرية بالطابو لناصر باشا ومحازيبه، وقد اخذ عليه أيضا بأنه اشترك في حملة اتهامات روجت ضد ناصر باشا بعد مغادرته. وقد اعتزل فالح مع مؤيديه بعيدًا عن مدينتي الناصرية والبصرة، فأصدر والي البصرة بإيحاء من فهد العلي أمرًا في شعبان 1295هـ/أغسطس 1878م إلى فالح بالبقاء في أطراف شط الكار بعيدًا عن ديرة المنتفق، بل وحاول ابعاده إلى أطراف مندلي. ولكن عندما تدهورت العلاقات بين متصرف المنتفق فهد باشا وبين والي البصرة عبد الله باشا أوفد المتصرف ابن اخيه الدويش بن وطبان إلى فالح باشا داعيًا إياه إلى تحرك مشترك ضد الحكومة العثمانية، إلا أن فالح رفض رفضًا قاطعًا فكرة انضمامه إلى عصيان ضد الحكومة العثمانية، ومنع اتباعه من الانضمام إلى ذلك العصيان. ولعل هذا الرفض نابع من شكه بمنافسه القديم، وأيضا أمله من أن تحسن الحكومة موقفها معه بجهود والده في الأستانة، وفعلا تمكن ناصر باشا مع السلطات في اسطنبول من رفع الحظر على دخول فالح باشا ومناصريه إلى ديرة المنتفق، فوردت برقية من اسطنبول إلى ولاية البصرة في جمادى الآخرة 1296هـ/يونيو 1879م تقضي بالسماح لخواص ناصر باشا بالعودة إلى ديارهم. وبناءًا على ذلك ارتحل فالح ومناصروه نحو مقاطعة الجزرة على نهر الغراف، فحاول ضيدان ابن المتصرف فهد العلي أن يمنعهم، فهب أبناء عم فالح وهما عبد الله وسليمان ابني منصور باشا للوقوف إلى جانبه، فاضطر المتصرف إلى قبول الأمر على مضض منعًا للفتنة. وفي 14 رمضان 1296هـ/2 سيتمبر 1879م عزلت الحكومة فهد باشا بعد توتر علاقاته مع والي البصرة عبد الله باشا، وعينت الميرلاي «الفريق» أحمد باشا الملقب ب«أبي دنبوس» وكيل المتصرف على المنتفق، ولم يمر عزل فهد باشا بهدوء، بل رفضته بعض عشائر المنتفق وأعلنت تمردها وحاصرت بلدة سوق الشيوخ، فأرسلت ولاية البصرة باخرتين تقلان 400 جندي ففكت الحصار فانتهى التمرد.

## تمرد منصور باشا
بعد عزله من المتصرفية، بدأ المتصرف الجديد «أحمد باشا» يدقق في الملفات بحثًا عن مخالفات يمكن إلصاقها بسلفه فهد باشا وحاشيته، ثم يوافي والي البصرة «ثابت باشا» بنتائج تدقيقاته أولا بأول. وقد طلبه الوالي في ذي الحجة 1296هـ/نوفمبر 1879م لمعالجة بعض الفروق المالية إثناء تسليم المتصرفية للمتصرف الجديد مع وكيله، التي أنكرها فهد أمام أحمد باشا وطالب أن تعرض على الوالي شخصيًا. فاستغل قاسم باشا الزهير تلك الفرصة للكيد به، فأشار على الوالي بمسايسته واستدراجه للبقاء في البصرة إلى حين حضور الملتزمين من المنتفق لإجراء مواجهة بينهم حول منشأ تلك الفروقات. فأحس فهد باشا بتلك المكيدة، فنجح في اقناع الوالي بالسماح له بمغادرة البصرة، والاكتفاء ببقاء وكيله هناك. فخرج إلى مضاربه في محيرجة وهو يغلي سخطًا على حكومة ولاية البصرة التي غدت ألعوبة بيد قاسم الزهير، الذي بلغ حقده عليه أن حاول قتله ثلاث مرات دون أن يفلح. وقريبا من المحيرجة هناك مضارب ابن عمه منصور السعدون في أبو جويري، وكلتيهما تقعان على نهر الغراف، وهناك التقى الساخطان ليعلنا التمرد ضد الحكومة، وحاولا ضم فالح باشا لهما، إلا أنه رفض بشدة في بداية الأمر. فلم يفت عضدهما ذلك الرفض، بل مضيا قدما في ثورتهما. وذكر أحمد باش أعيان في رواية له عن بداية تمرد منصور باشا، بأنه فر من بغداد واتجه إلى قرية الحي حيث اتصل به ابن أخيه فالح باشا السعدون فجمعا عشيرة آل سعدون حيث أعلنا التمرد، ثم انضم إليهما لاحقًا الشيخ فهد العلي،

### اندلاع التمرد الثاني
بعد أن اعلن منصور وابن عمه فهد التمرد انضم إليهما بعض العشائر التابعة لهما، حيث قامت بطرد موظفي الدولة، والامتناع عن أداء الضرائب، وقطع أسلاك التلغراف بين السماوة والناصرية، وإجراء التعبئة الواسعة، وتحشيد القبائل الأخرى في جنوب العراق، فكانت العشائر الثائرة تغير على العشائر المترددة، مما ترتب على ذلك قيام حالة فوضى واسعة في ديار المنتفق. وقد اجبرت تلك الاضطرابات والي البصرة «ثابت باشا» على التوجه إلى الناصرية لمعالجة الأمر عن قرب. وقد أرسلت الدولة الكثير من التعزيزات العسكرية لعموم المناطق المحيطة بأرض المنتفق تحسبًا من آثار حركة التمرد المتصاعدة والتي ألغت أي وجود للدولة في ديار المنتفق. ومع ذلك لم يرد زعيما التمرد قطع حبل الاتصال مع حكومة اسطنبول، فرفعا في رجب 1297هـ/يونيو 1880م برقية بتوقيع خمسين رجلا من آل السعدون تنفي عصيانهم للدولة وتبرر أعمال العنف الجارية بانها رد فعل على تعديات السلطة عليهم وما لحقهم من إساءات على يد ثابت باشا ومستشاره «قاسم الزهير». ومع تشدد العسكر مال الوالي عبد الرحمن باشا إلى التفاهم مع المتمردين في حل المشكلة سلميًا، فوصل الكوت من بغداد واجتمع مع البشوات الثلاثة منصور وفهد وفالح الذين طالبوا الوالي بتعيين متصرف سعدوني للواء المنتفق، وإعادة جميع الأراضي المفسوخة إلى أصحابها، وسحب القوات النظامية من ديرة المنتفق. وقد أرسل الوالي تلك المطالب إلى الباب العالي مع اقتراح بعزل والي البصرة ثابت باشا ومتصرف المنتفق أحمد بك وإلغاء ولاية البصرة إلحاقها بولاية بغداد. فوافقت الحكومة بتلك المقترحات وأغفلت مطالب آل سعدون الرئيسة، مع إصدار عفو سلطاني عن الباشوات الثلاثة في رجب /يونيو 1880م، وبدات الأمور تتجه إلى الهدوء.
وفي أكتوبر 1880م انتهت فترة ولاية عبد الرحمن باشا، وحل محله تقي الدين باشا في ديسمبر 1880م الذي كان أكثر ميلا لموقف الجيش العثماني. وخلال تلك الفترة كان القطبان السعدونيان فهد باشا وسليمان بن منصور يوطدان العلاقة بينهما ويعدان لما هو آت، ثم انضم إليهما في مايو 1881م منصور باشا بعد تسلله من بغداد وعبوره نهر ديالى ومنه إلى نواحي الكوت ثم إلى الحي للتمويه على من يتعقبه، فقد كان عموم آل السعدون يظهرون استيائهم من عدم إعادة أملاكهم المفسوخة إليهم. وبسبب ذلك بدأت تحدث بعض القلاقل في سوق الشيوخ، فردت القيادة العسكرية بزيادة الحشود العسكرية في المنطقة في فبراير ومارس 1881م، ومع فشل الوساطات بين الطرفين زحف عزت باشا بقواته نحو المتمردين الذين بادروه بالهجوم في أم شعير بين الكوت والحي يوم 13 أغسطس 1881م وانتهت بهزيمة المتمردين. فانسحب الباشوات الثلاثة (فهد العلي وفالح بن ناصر ومنصور باشا) نحو الصحراء الشامية، حيث بقوا فيها لمدة شهرين، حتى وردتهم أنباء بأن الأمير محمد بن رشيد أمير حائل ينوي غزوهم بعد أن علم بأن لدى آل السعدون نقودًا وأموالا جمة سهلة السلب، فتركوا تلك المناطق وتوجهوا إلى الحويزة حيث نزلوا بجوار الشيخ مزعل بن جابر الكعبي أمير عربستان، فأكرم مثواهم وظلوا عنده مدة سنتين حتى سنة 1884م عندما بدأ الشيخ مزعل وساطته مع بغداد من أجل عودة المنتفق إلى ديارهم، وهي وساطة تكللت بالنجاح، وعاد الأمراء السعدونيون إلى ديارهم مواطنين عاديين دون العودة إلى الإمارة السابقة التي ألغيت وألحقت أراضيها ومسؤولياتها ببغداد والبصرة، وإن عادوا بدفعات بدأت أواخر 1884م وانتهت في منتصف سنة 1886م، وكان فهد باشا العلي آخر العائدين، فاختار الاستقرار في أملاكه بالبصرة.
كانت للشيخ فهد باشا أملاك في شرق البصرة، منها قسم من النخيل في قرية الزريجي، وكذلك امتلك قرية كوت الكوام وأجزاء من قرية كوت سوادي والبصبوصية والجربف والحبابة وكلها تقع شرق البصرة.